# Helmut Reiner
Helmut Reiner (* 21. Februar 1944) ist ein ehemaliger deutscher Fußballspieler.

## Karriere
Reiner wechselte 1969 von SV Germania Bietigheim zum Bundesligisten TSV 1860 München. Bei den Löwen spielte er unter Trainer Fritz Langner. Am 1. Spieltag der Saison 1969/70 gab er sein Debüt beim 0:0-Unentschieden gegen Alemannia Aachen. Nach einer Knieverletzung absolvierte er kein weiteres Spiel für die 60er.